# Edsele
Edsele är kyrkbyn i Edsele socken och en småort i Sollefteå kommun, beläget vid Faxälven.

## Befolkningsutveckling
| Befolkningsutvecklingen i Edsele 1960–2015    | Befolkningsutvecklingen i Edsele 1960–2015 | Befolkningsutvecklingen i Edsele 1960–2015 | Befolkningsutvecklingen i Edsele 1960–2015 | Befolkningsutvecklingen i Edsele 1960–2015 |
| --------------------------------------------- | ------------------------------------------ | ------------------------------------------ | ------------------------------------------ | ------------------------------------------ |
|                                               |                                            |                                            |                                            |                                            |
| År                                            |                                            |                                            | Folkmängd                                  | Areal (ha)                                 |
| 1960                                          | 1960                                       |                                            | 279                                        |                                            |
| 1965                                          | 1965                                       |                                            | 249                                        |                                            |
| 1970                                          | 1970                                       |                                            | 245                                        |                                            |
| 1975                                          | 1975                                       |                                            | 224                                        |                                            |
| 1980                                          | 1980                                       |                                            | 215                                        |                                            |
| 1990                                          | 1990                                       |                                            | 193                                        | 39#                                        |
| 1995                                          | 1995                                       |                                            | 192                                        | 47#                                        |
| 2000                                          | 2000                                       |                                            | 192                                        | 47#                                        |
| 2005                                          | 2005                                       |                                            | 163                                        | 47#                                        |
| 2010                                          | 2010                                       |                                            | 137                                        | 49#                                        |
| 2015                                          | 2015                                       |                                            | 146                                        | 93#                                        |
| Anm.: Upphörde som tätort 1990. # Som småort. |                                            |                                            |                                            |                                            |

## Samhället
Edsele kraftverk i Faxälven byggdes 1914. En inflyttning av såväl arbetare som tjänstemän skedde då och många av dem blev kvar på orten.
I byn finns Edsele kyrka och en obemannad bensinmack. 
2005 lades den kommunala skolan ned, men föräldrarna i byn kämpade för att få starta ett föräldrakooperativ. Hösten 2005 blev skolan i Edsele en friskola styrd av föräldrarna. Hösten 2007 tog personalen på friskolan över, och ett personalkooperativ bildades.

## Idrott
Skidåkning är ett stort intresse i byn. I Edsele finns det även en vattenskidklubb som håller till vid Ramnsjön och en golf-range som ligger en liten bit utanför centrum.

## Kända personer
- Emil Hellbom, konstnär